# Serguei Ivanov (ciclista)
Serguei Valérievitx Ivanov (Kostior, Txuvàixia, 5 de març de 1975) és un ciclista rus, professional des del 1996 al 2011. Durant la seva carrera esportiva destaquen cinc campionats nacionals de ciclisme en ruta (1998, 1999, 2000, 2005, 2008), dues etapes del Tour de França, el 2001 i 2009, i l'Amstel Gold Race de 2009.
Una vegada retirat ha exercit de director esportiu de l'equip RusVelo i des del 2016 dirigeix la selecció russa de ciclisme en pista. El 2014 La Gazzetta dello Sport revelà que formava part dels clients del controvertit metge italià Michele Ferrari.

## Palmarès
- 1995
  - 1r a la Volta a Navarra
  - 1r a la Volta a Tarragona
  - 1r a la Volta a Hongria
- 1996
  - Vencedor de 2 etapes al Tour de l'Avenir
- 1998
  -  Campió de Rússia en ruta
  - 1r a la Volta a Polònia i vencedor de 2 etapes
  - 1r a la Druivenkoers Overijse
  - 1r a la Brussel·les-Ingooigem
- 1999
  -  Campió de Rússia en ruta
  - 1r a la Druivenkoers Overijse
- 2000
  -  Campió de Rússia en ruta
  - 1r a l'E3 Prijs Vlaanderen
- 2001
  - Vencedor d'una etapa al Tour de França
  - Vencedor d'una etapa a la Volta a Suïssa
  - Vencedor d'una etapa al Giro Riviera Ligure Ponente
- 2002
  - 1r al Trofeu Luis Puig
  - Vencedor d'una etapa a la Volta als Països Baixos
- 2003
  - Vencedor d'una etapa a la Volta a Luxemburg
- 2005
  -  Campió de Rússia en ruta
  - Vencedor d'una etapa a la Volta a la Gran Bretanya
- 2008
  -  Campió de Rússia en ruta
  - 1r al Tour de Valònia
- 2009
  - 1r a l'Amstel Gold Race
  - Vencedor d'una etapa al Tour de França
  - Vencedor d'una etapa a la Volta a Bèlgica

### Resultats al Tour de França
- 1998. No surt (19a etapa)
- 2000. No surt (1a etapa)
- 2001. Abandona (12a etapa). Vencedor d'una etapa
- 2002. 81è de la classificació general
- 2004. 57è de la classificació general
- 2007. Expulsió de l'equip Astana (16a etapa)
- 2009. 40è de la classificació general. Vencedor d'una etapa
- 2010. 109è de la classificació general

### Resultats a la Volta a Espanya
- 1997. 24è de la classificació general
- 1999. Abandona
- 2003. 103è de la classificació general

### Resultats al Giro d'Itàlia
- 1999. Abandona